# Vjačeslav Michajlovič Molotov
Vjačeslav Michajlovič Molotov (rusky Вячеслав Михайлович Молотов, roz. Skrjabin – Cкрябин; 25.jul./ 9. března 1890greg., Kukarka – 8. listopadu 1986, Moskva) byl dlouholetý přední činitel KSSS a SSSR, stal se blízkým spolupracovníkem V. I. Lenina i J. V. Stalina. Proslul zejména jako Stalinův ministr zahraničí za druhé světové války a v následujícím období vznikání Východního bloku, účastnil se vrcholných spojeneckých konferencí a měl značný podíl na vzestupu Sovětského svazu mezi světové supervelmoci. Pro svůj revolucionářský pseudonym (Молот = kladivo), svou bezvýhradnou loajalitu a vyjednavačskou tvrdost měl přezdívku „Stalinovo kladivo“.

## Životopis

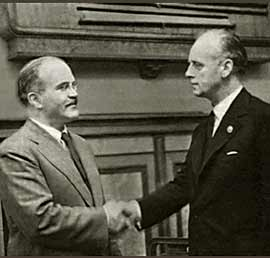
Molotov (vlevo) při setkání se svým německým protějškem Ribbentropem 1939

Narodil se v obci Kukarka (dnes Sovětsk, Kirovská oblast). Pocházel z aristokratické rodiny jménem Skrjabin, se známým skladatelem a klavíristou A. N. Skrjabinem ale příbuzní nebyli. Už jako šestnáctiletý student gymnázia v Kazani se nadchl pro revoluční ideály a roku 1906 vstoupil do bolševické frakce Ruské sociálně demokratické dělnické strany. Roku 1917 se podílel na říjnové revoluci, v letech 1920–1921 byl tajemníkem ÚV KS(b) Ukrajiny. V letech 1921–1930 působil jako tajemník ÚV, od roku 1926 člen politbyra a v letech 1930–1941 předseda rady lidových komisařů, poté byl v letech 1941–1957 náměstkem předsedy rady lidových komisařů či ministrů; zároveň v letech 1939–1949 a 1953–1956 působil jako lidový komisař (ministr) zahraničí.
23. srpna 1939 v Moskvě podepsal s Joachimem von Ribbentropem smlouvu o neútočení a (tajném) rozdělení sfér vlivu mezi Německem a SSSR, tzv. Pakt Molotov–Ribbentrop.
Patřil k hlavním strůjcům masového teroru a represí, vynikal krutostí a zároveň se Stalina tak bál, že se neodvážil ozvat ani proti zatčení své ženy v roce 1949.
V roce 1957 vystoupil proti N. S. Chruščovovi, za což byl vyloučen z politbyra a nařčen z příslušnosti k protistranické skupině. Stal se velvyslancem v Mongolsku a později pracoval jako stálý představitel SSSR u MAAE ve Vídni (1960–1962). Po XXII. sjezdu KSSS byl vyloučen ze strany pro „aktivní účast na masových represích“, roku 1984 byl však ještě slavnostně rehabilitován, na přání tehdejšího generálního tajemníka K. U. Černěnka. Zemřel v ústraní v Moskvě v úctyhodném věku 96 let, přežil všechny vůdce Sovětského svazu kromě Gorbačova.
Citát: „Svůj úkol jsem jako ministr zahraničí viděl v co možná největším rozšíření hranic naší vlasti. A zdá se, že jsme se společně se Stalinem s tímto úkolem nevypořádali špatně.“
Na jeho počest neslo město Perm v letech 1940–1958 název „Molotov“ a město Severodvinsk v letech 1938–1957 jméno „Molotovsk“.

## Spolupachatel Katyňského masakru

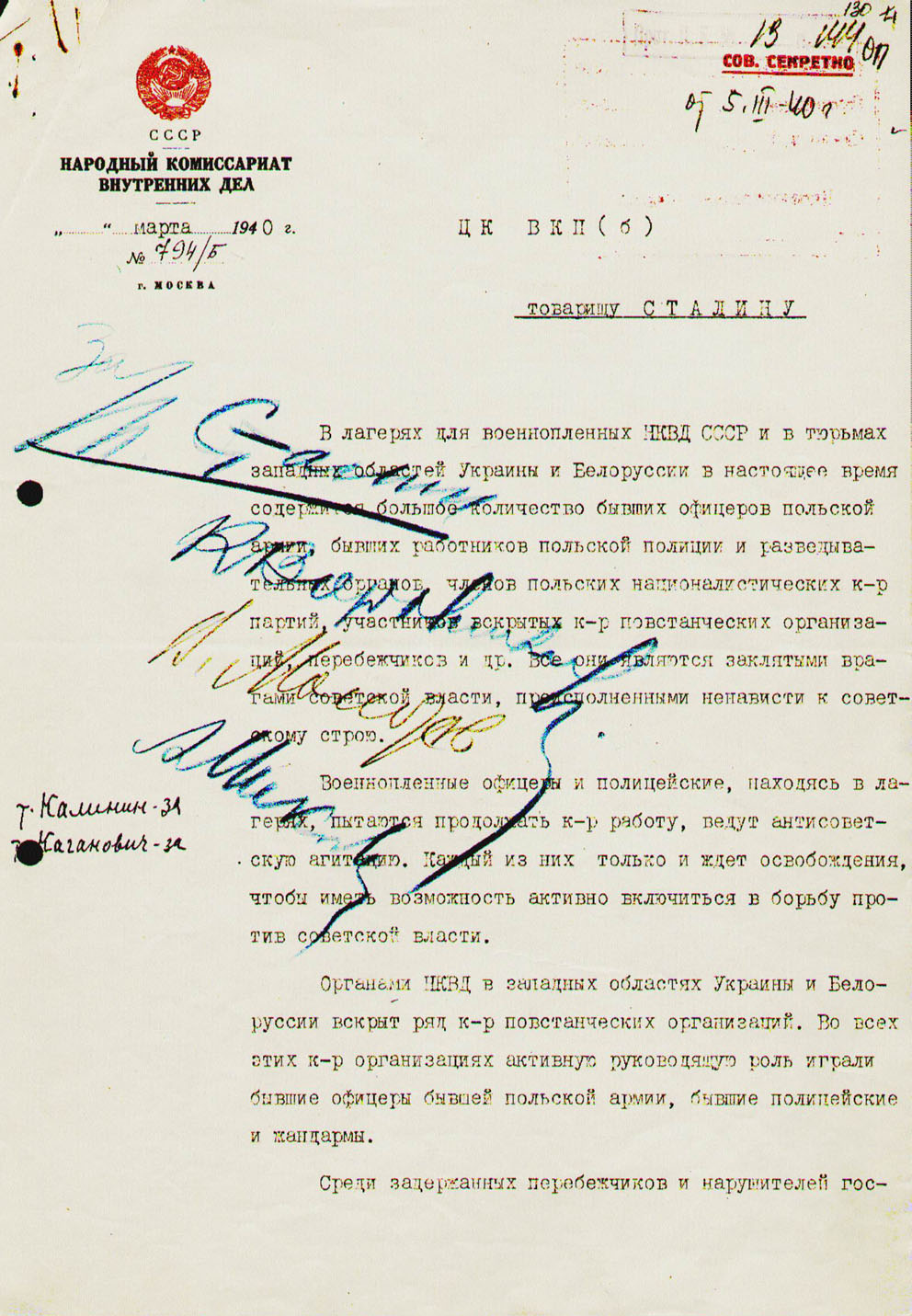
Příkaz k vraždě zajatých polských důstojníků podepsaný Stalinem, vrchním sovětským vůdcem, Klimentem Vorošilovem, významným maršálem Rudé armády, Molotovem, sovětským diplomatem, a také Anastázem Mikojanem, vrchní autoritou Státního výboru obrany a souhlas k vraždě podepsaný Michailem Kalininem a Lazarem Kaganovičem

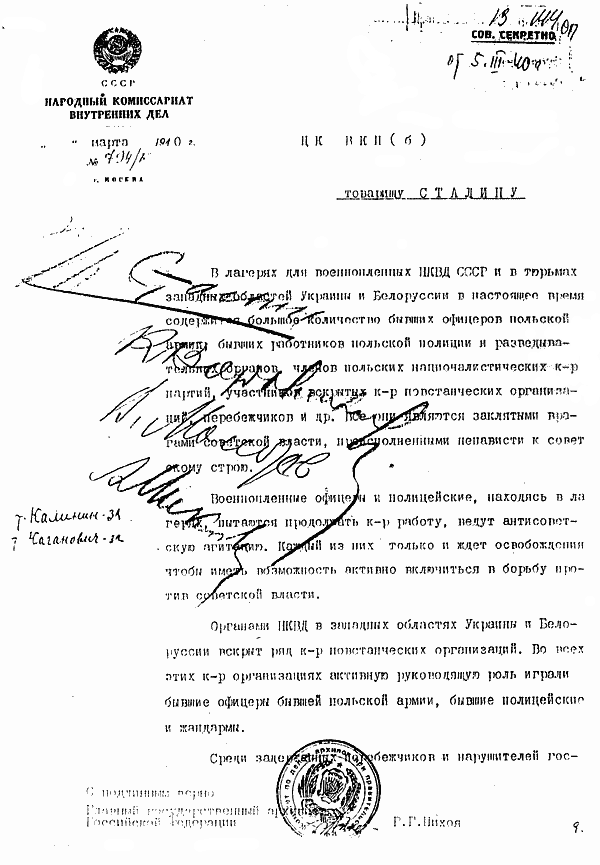
Berijův doplněk
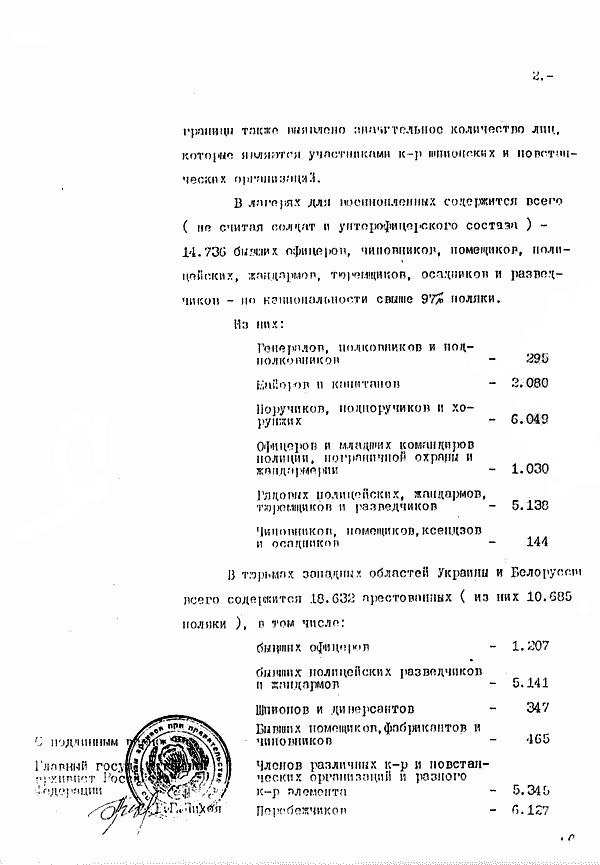
str. 2
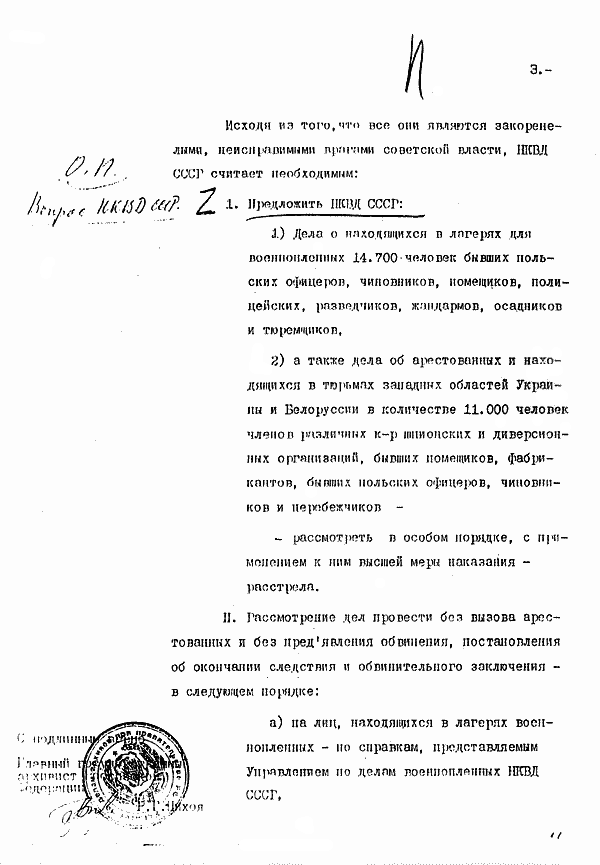
str. 3
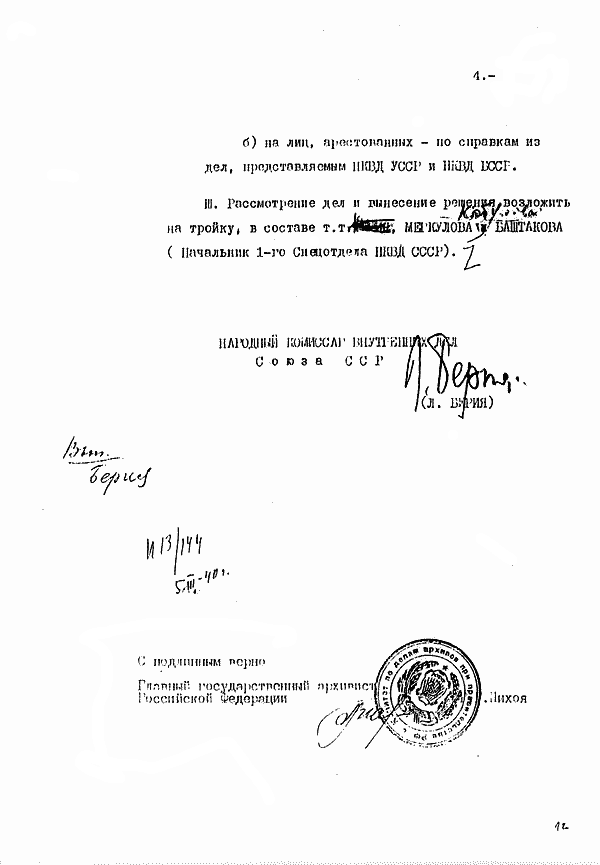
str. 4